# Maserati 430
Der Maserati 430 ist eine viertürige Limousine des italienischen Sportwagenherstellers Maserati, die zur Biturbo-Familie gehört und von 1987 bis 1992 angeboten wurde. Der 430 war der Nachfolger des Biturbo 425. Er war die viertürige Version des Coupés 222 E. Beide Modelle waren in erster Linie für den Verkauf auf außeritalienischen Märkten vorgesehen. 1991 erschien eine leistungsstärkere Variante mit vier Ventilen pro Zylinder, die als Maserati 430 4v bis 1994 verkauft wurde.

## Entstehungsgeschichte
Nachdem Alejandro De Tomaso 1975 Maserati übernommen hatte, verfolgte er die Idee, das Unternehmen, das bislang nur hochwertige, sehr teure Sportwagen in Handarbeit produziert hatte, als Serienhersteller zu etablieren. Dafür mussten künftige Modelle deutlich günstiger sein als die bisherigen Sportwagen. De Tomasos Konzept sah deshalb ein kompaktes, automatisiert gefertigtes Fahrzeug vor, das von einem vergleichsweise kleinen Motor angetrieben wurde. Damit reagierte Maserati auf die italienische Steuergesetzgebung, die Automobile mit einem Hubraum von 2000 cm³ und mehr mit einer Umsatzsteuer von 38 Prozent statt 19 Prozent belegte. Auf dieser Grundlage entstand der Maserati Biturbo, der nach dreijähriger Entwicklungszeit im Dezember 1981 öffentlich präsentiert wurde. Er hatte einen knapp 2,0 Liter großen Sechszylindermotor, der zur Leistungssteigerung mit zwei Turboladern ausgestattet war. Auf Exportmärkten bot Maserati allerdings ab 1983 eine auf 2,5 Liter Hubraum vergrößerte Version an. Im gleichen Jahr erschien mit dem Biturbo 425 die erste viertürige Version des Modells. Sie wurde zunächst nur mit dem 2,5-Liter-Motor verkauft, der ab 1986 mit einer Saugrohreinspritzung anstelle des bisherigen Registervergasers ausgestattet war und daraufhin Biturbo 425 i hieß. Parallel dazu gab es seit 1985 eine als Biturbo 420 bezeichnete Version für den italienischen Markt.
1987 ersetzte Maserati den Biturbo 425 i durch den 430, der seinem Vorgänger äußerlich vollständig entsprach, nun aber mit dem leistungsstärkeren Motor des Coupés 228 i ausgestattet war. Anders als die neue Modellbezeichnung vermuten lässt, betrug der Hubraum des Motors nicht 3,0 Liter, sondern lediglich 2,8 Liter. Maserati bot den 430 mit und ohne Abgaskatalysator an. Ab 1988 übernahm auch das zweitürige Export-Coupé, das nun 222 E hieß, den 2,8-Liter-Motor.

## Positionierung im Programm der Marke
Der 430 war die viertürige Version des identisch motorisierten 222 E. Äußerlich entsprach er den kleiner motorisierten Modellen 422 und Maserati 4.18 v, die auf dem italienischen Markt angeboten wurden. 

## Modellbeschreibung

### Plattform
Der Maserati 430 nutzte wie schon sein Vorgänger die Plattform des 1981 vorgestellten Biturbo Coupé, deren Radstand um 85 mm auf 2600 mm verlängert worden war. Im Vergleich zum Biturbo 425 gab es keine technischen Änderungen.

### Karosserie

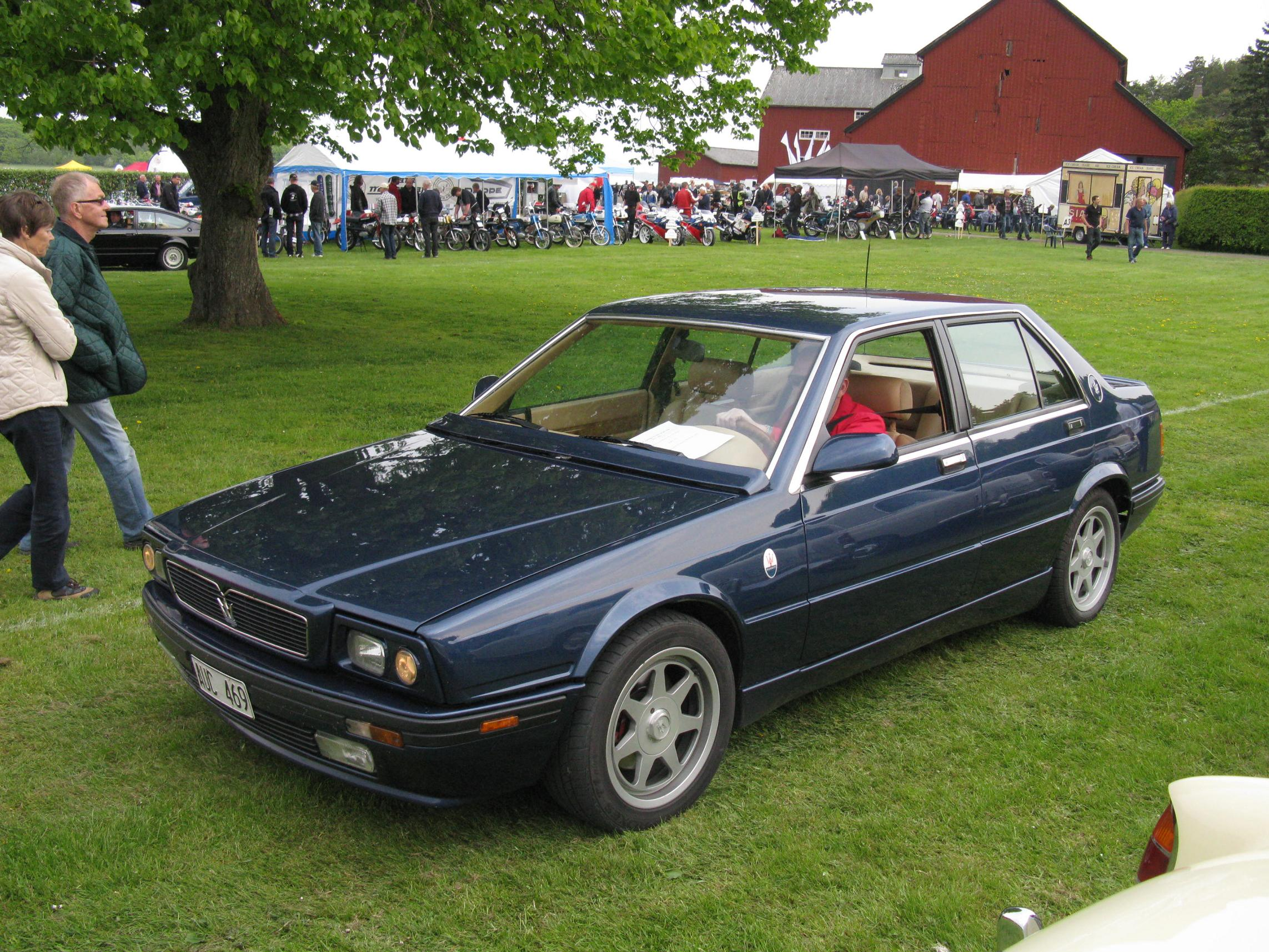
Frontpartie in Shamal-Optik: Maserati 430 New Look (1991)

Die Karosserie des Maserati 430 entsprach zunächst der des Biturbo 425. Ihre Form war eine Arbeit des ehemaligen Pininfarina-Designers Pierangelo Andreani. Stilistisch und im Hinblick auf die Dimensionen ähnelte der 430 der viertürigen Version des zeitgenössischen 3er-BMW.
1991 wurde der 430 äußerlich überarbeitet. Im Zuge dieses Facelift erhielt die Limousine eine Frontpartie, die an die des Sportcoupés Shamal erinnerte. Dazu gehörte eine Kombination aus eckigen und runden vorderen Leuchteinheiten, ein in Wagenfarbe lackierter Kühlergrill sowie ein Windabweiser über den vorderen Scheibenwischern. Die überarbeitete Limousine wurde als 430 New Look vermarktet. 

### Motor
Wie alle Modelle der Biturbo-Familie, wurde auch der 430 von einem Sechszylinder-V-Motor mit Aluminium-Motorblock und 90 Grad Zylinderbankwinkel angetrieben. Beim 430 handelte es sich um eine als Tipo AM473 bezeichnete Weiterentwicklung der ursprünglichen Konstruktion. Der Hubraum belief sich auf 2790 cm³. Für jede Zylinderreihe gab es eine Nockenwelle, die von einem Zahnriemen angetrieben wurden. Jeder Zylinder hatte zwei Einlassventile und ein Auslassventil, die über Tassenstößel betätigt wurden. Die beiden Einlassventile eines jeden Zylinders hatten einen gemeinsamen Stößel. Vierventilversionen gab es zunächst nicht. Die Zylinder hatten eingepresste Laufbuchsen. Zur Leistungssteigerung waren die Motoren mit zwei Abgasturboladern von IHI versehen; serienmäßig gab es Ladeluftkühler. Das Gemischaufbereitung übernahm eine elektronische Saugrohreinspritzung von Magneti Marelli.
Der 430 war werksseitig mit und ohne Abgaskatalysator erhältlich. In der gereinigten Version leistete der Motor nach Werksangabe 225 PS (165 kW), die bei 5500 Umdrehungen pro Minute anfielen, ohne Katalysator betrug die Leistung 250 PS (184 kW) bei 5600 Umdrehungen pro Minute.

### Kraftübertragung
Serienmäßig waren alle Biturbo-Modelle mit einem handgeschalteten Fünfganggetriebe ausgestattet, das in den ersten Jahren von ZF bezogen wurde. Für den 1991 eingeführten 430 New Look wechselte Maserati zu einem manuellen Fünfganggetriebe von Getrag. Wahlweise war zunächst ein automatisches Dreiganggetriebe von BorgWarner erhältlich, ab 1991 dann eine Viergangautomatik. Über eine geteilte Kardanwelle wurden die Hinterräder angetrieben.

### Fahrwerk
Die Vorder- und Hinterräder waren einzeln aufgehängt. An beiden Achsen gab es Hilfsrahmen. Vorn und hinten wurden Schraubenfedern und hydraulische, verstellbare Teleskopstoßdämpfer von Koni verwendet, vorne als MacPherson-Federbeine und hinten zusammen mit Schräglenkern. An beiden Achsen gab es Stabilisatoren. Die Fahrwerksgeometrie wurde für den 430 überarbeitet. Verzögert wurde mit servounterstützten Scheibenbremsen von ATE. Die Zahnstangenlenkung war serienmäßig mit Servounterstützung versehen. Wie bei allen Biturbo-Modellen, die seit 1985 produziert wurden, verwendete Maserati auch beim 430 ein Sensitork-Sperrdifferential.

### Innenraum
Der Innenraum wurde als luxuriös wahrgenommen. Serienmäßig waren die Sitze mit Leder bezogen, der Lenkradkranz, der Schaltknüppel und die Dekoreinlagen im Armaturenbrett und den Seitenteilen bestanden aus Echtholz.

## Produktion
Der Maserati 430 wurde im Dezember 1987 vorgestellt. Seine Produktion endete 1992, nach anderen Quellen erst 1993. Insgesamt fertigte Maserati 995 Exemplare des 430 und des 430 New Look.

## Der Maserati 430 auf dem deutschen Markt
In Deutschland kostete der 430 im Sommer 1990 in serienmäßiger Ausstattung 89.900 DM. Er lag damit auf dem gleichen Preisniveau wie ein Mercedes-Benz 500 SE, dessen beinahe doppelt so großer Achtzylindermotor gleich stark war. Der 430 New Look kostete im darauf folgenden Jahr 109.000 DM.